# Setge de Vyborg (1706)
El Setge de Vyborg de 1706 es produí durant la Gran Guerra del Nord, entre l'onze d'octubre de 1706 i principis de novembre del mateix any. Les tropes russes assetjaren Vyborg, però no pogueren derrotar els defensors suecs degut a la manca d'artilleria de setge i l'absència de l'Armada Russa. A més a més, els russos patiren greus problemes de subministrament. Davant la impossibilitat de capturar la plaça el Tsar Pere el Gran ordenà la retirada a Sant Petersburg.

## Antecedents
Des de la primavera de 1706 el suport del Tsar a l'elector de Saxònia, i aspirant al tron polonès, August el Fort havia anat en augment. Carles XII de Suècia intentà convertir la Confederació de Polònia i Lituània en un protectorat suec i a partir de 1704 donà suport al candidat pro-suec al tron polonès Estanislau Leszczyński. Les tropes saxones es van veure àmpliament superades per les sueques i aquests a poc a poc s'anaren imposant. Després de la derrota a la batalla de Fraustadt el 1705 les tropes saxones s'hagueren de retirar a Cracòvia. Carles XII avançà cap a Grodno, mentre les tropes russes es mobilitzaven entorn de Pinsk. Pere el Gran envià més tropes a Polònia, debilitant les defenses de la frontera finlandesa. Només la nova capital russa, Sant Petersburg, disposava d'una guarnició suficient en aquesta zona del teatre d'operacions.
Sota el comandament del general Johan Georg Maidel les tropes sueques van devastar gran part de la província d'Íngria. Al juny Maidel va marxar amb 4.000 homes contra Sant Petersburg, però fou incapaç de prendre la ciutat. Alarmat per aquests fets Pere el Gran es desplaçà a la zona amb 20.000 homes i marxà contra Vyborg.
La fortalesa de Vyborg es trobava en males condicions. Després de l'obtenció per part sueca i arran del Tractat de Stolbovo de les fortaleses de Nöteborg, Nyenschantz i Kexholm les defenses de Vyborg passaren a tenir una importància menor. Només després que perdessin Narva els suecs emprengueren la fortificació de Vyborg. Les obres, però foren lentes i vacil·lants, i quan les tropes russes hi arribaren a l'octubre les defenses eren mínimes. A més a més, l'abastiment de Vyborg i dels seus 5.000 habitants era molt precari i es trobava condicionat a la limitada capacitat de maniobra de la marina de guerra sueca.

## El setge
Les tropes russes arribaren a les portes de la ciutat l'onze d'octubre de 1706 i començaren les operacions per assetjar la ciutat per terra. La guarnició sueca va incendiar els barris extramurs, per tal de tenir el seu camp de tir net i obligar els russos a avançar al descobert. Els residents als suburbis es van refugiar a l'interior de la fortalesa. Tots els ciutadans homes foren mobilitzats per la defensa de la ciutat. No obstant això, l'absència de l'armada russa impedia als russos un bloqueig total a la ciutat o un assalt directe.
Al llarg del setge la guarnició sueca realitzà diverses sortides per trencar el bloqueig terrestre. Els genets suecs, en grups de 200-300 homes, atacaven les línies russes per debilitar-les i fer presoners. En aquestes escaramusses l'artilleria de la guarnició sueca donà suport a la seva cavalleria, numèricament inferior als russos, de forma eficaç. Els presoners foren enviats a Estocolm i Moscou respectivament.
El 17 d'octubre un capità rus, acompanyat de tres dragons i tambors, s'acostà a la porta de Karje. Portava cartes de presoners suecs i la petició que el General Major Roman Bruce pogués entrar a la plaça per negociar. Bruce rebé correspondència dels presoners russos i negocià un intercanvi de presoners. Quatre dies després el General Maiden envià els termes de l'acord al comandament rus.
El 20 d'octubre els suecs atacaren amb 200 genets i 150 soldats d'infanteria les línies russes. Després de dues hores de combat els suecs retornaren a la fortalesa, després de desbaratar els russos i patir quaranta baixes en l'acció.
El 22 d'octubre l'artilleria russa se situà en un turó prop de la fortalesa. Després de preparar les seves bateries els russos obriren foc utilitzant projectils incendiaris i munició convencional. Del 22 al 27 d'octubre els russos dispararen 1.098 bales de canó contra Vyborg. Moltes cases de la ciutat foren destruïdes a causa dels bombardeigs. L'atac rus aconseguí obrir bretxa en les defenses sueques.
El dia 28 d'octubre els suecs enviaren un capità i un tambor al camp rus per intercanviar correspondència. L'oficial suec informà de la marxa dels russos i que havien incendiat el seu campament. La posterior captura de tres russos malalts per part d'una unitat de cavalleria sueca, permeté confirmar la retirada russa. L'alt comandament rus ordenà la retirada per evitar veure's copat entre la guarnició de Vyborg i els reforços suecs provinents de la resta de Finlàndia.
Dies després unitats sueques destinades a Systerbäck capturaren alguns ressagats, que es mostraren satisfets de la seva captura, ja que el Tsar havia ordenat penjar a Sant Petersburg aquells que s'endarrerissin. Els russos patiren un nombre molt elevat de baixes durant la retirada. Degut a la manca de queviures centenars de soldats i cavalls moriren.

## Conseqüències
Arran de les pèrdues sofertes durant el setge, els russos s'hagueren de limitar a defensar les seves fronteres terrestres amb Finlàndia.
No fou fins al 1710 que pogueren assolir l'objectiu de capturar Vyborg. Aquell any l'Almirall General Fiódor Matvéievitx Apraksin avançà amb 18.000 homes cap a la ciutat. En aquesta ocasió, el setge de Vyborg fou realitzat amb el suport de l'Armada russa i els russos dominaren la ciutat el 12 de juny de 1710.